# Lynn Snook
Lynn Snook (* 7. Juli 1918 in Hamburg; † 25. Juli 2013 in Berlin) war eine deutsche Autorin, Regisseurin, Übersetzerin und Bibliothekarin, die sowohl bei den Bayreuther Festspielen als auch an der Deutschen Oper Berlin und dem Münchner Nationaltheater tätig war.

## Werdegang
Snook (sprich: Snuk) wurde als Lieselotte Snoek in Hamburg geboren. 1942 machte sie ihr Staatsexamen als Diplom-Bibliothekarin. Es folgte ein Studium der Germanistik und Theaterwissenschaft in Berlin und München. Seit 1952 übernahm sie mehrfach die Filmdramaturgie in der Vorbereitungsphase zur Wiederaufnahme der UFA-Produktion. Anschließend wirkte sie als Übersetzerin und Synchronregisseurin von Kulturfilmen für den Sender Freies Berlin.
Dank ihrer engen Kontakte zu Wieland Wagner wurde Snook ab 1964 zu einer der am häufigsten herangezogenen Autorinnen für die im Nachkriegs-Bayreuth erschienenen Schriften zu Richard Wagners Œuvre, wobei ihre Interpretationen den Deutungen C. G. Jungs verpflichtet sind.

## Veröffentlichungen (Auswahl)
- Die verbotene Frage: Anmerkungen zum Lohengrin; Vortrag, gehalten am 22. Juni 1979 aus Anlaß der Neuinszenierung "Lohengrin" in Bayreuth im Offenbachsaal der Opernterrassen, Köln. [Richard-Wagner-Verband e.V., Ortsverband Köln, Sekretariat c/o Rheinisches Kammerorchester] Kölner Richard-Wagner-Verb., 1979
- Wagners mythische Modelle. Hrsg. von Ulrike Feld und Wolfgang Behrens. Anif/Salzburg: Mueller-Speiser 2009, 270 S. Ill. ISBN 978-3-902537-15-7

## Nachweise
1. ↑  Der Tagesspiegel, Todesanzeige
2. ↑  Symbolon, Bd. 10, S. 160, Wienand Verlag, 1991
3. ↑  Udo Bermbach: Die Entnazifizierung Richard Wagners: Die Programmhefte der Bayreuther Festspiele 1951–1976. J.-B.-Metzlersche Verlagsbuchhandlung und Carl-Ernst-Poeschel-Verlag; Berlin 2020.

| Personendaten    | Personendaten                    |
| ---------------- | -------------------------------- |
| NAME             | Snook, Lynn                      |
| ALTERNATIVNAMEN  | Snoek, Lieselotte (Geburtsname)  |
| KURZBESCHREIBUNG | deutsche Autorin und Regisseurin |
| GEBURTSDATUM     | 7. Juli 1918                     |
| GEBURTSORT       | Hamburg                          |
| STERBEDATUM      | 25. Juli 2013                    |
| STERBEORT        | Berlin                           |